# Olympische Sommerspiele 1924/Schwimmen – 4 × 100 m Freistil (Frauen)
Die 4-mal-100-Meter-Freistilstaffel der Frauen bei den Olympischen Sommerspielen 1924 fand am Freitag, den 18. Juli 1924 im Piscine des Tourelles in Paris statt. Es war die dritte Austragung dieser Disziplin bei Olympischen Spielen.
24 Athletinnen in sechs Teams nahmen an der Veranstaltung teil. Die US-amerikanischen Frauen, die bereits alle sechs Medaillen bei den Einzelwettbewerben im Freistil über 100 und 400 Meter gewonnen hatten, siegten in neuer Weltrekordzeit von 4:58,8 min, gleichbedeutend mit einem neuen olympischen Rekord. Damit unterboten sie erstmals die 5-Minuten-Grenze.
Wie zuvor bei den Olympischen Spielen 1920 gewann Großbritannien die Silbermedaille vor der schwedischen Staffel, die Bronze holte.

## Rekorde
Vor Beginn der Olympischen Spiele waren folgende Rekorde gültig.
| Weltrekord         | 5:11,6 min | Vereinigte Staaten | Antwerpen Belgien | 29. August 1920 |
| Olympischer Rekord | 5:11,6 min | Vereinigte Staaten | Antwerpen Belgien | 29. August 1920 |

Folgende neue Rekorde wurden aufgestellt:
| Weltrekord         | 4:58,8 min | Vereinigte Staaten | Finale |
| Olympischer Rekord | 4:58,8 min | Vereinigte Staaten | Finale |

## Ergebnisse
18. Juli 1924
| Rang | Nation             | Athletinnen                                                                | Zeit          |
| ---- | ------------------ | -------------------------------------------------------------------------- | ------------- |
| 1    | Vereinigte Staaten | Euphrasia Donnelly Gertrude Ederle Ethel Lackie Mariechen Wehselau         | 4:58,8 min WR |
| 2    | Großbritannien     | Florence Barker Constance Jeans Grace McKenzie Vera Tanner                 | 5:17,0 min    |
| 3    | Schweden           | Aina Berg Gulli Ewerlund Wivan Pettersson Hjördis Töpel                    | 5:35,6 min    |
| 4    | Dänemark           | Vibeke Møller Agnete Olsen Hedevig Rasmussen-Gjørling Karen Maud Rasmussen | 5:42,4 min    |
| 5    | Frankreich         | Ernestine Lebrun Gilberte Mortier Bienna Pélégry Mariette Protin           | 5:43,4 min    |
| 6    | Niederlande        | Marie Baron Ada Bolten Truus Klapwijk Marie Vierdag                        | 5:45,8 min    |